# 테트라데케인
테트라데케인(tetradecane) 또는 테트라데칸은 분자식 C14H30, 축약구조식(Condensed structural fomula) CH3(CH2)12CH3을 갖는 알케인이다.